# Hans-Joachim Theuerkauf

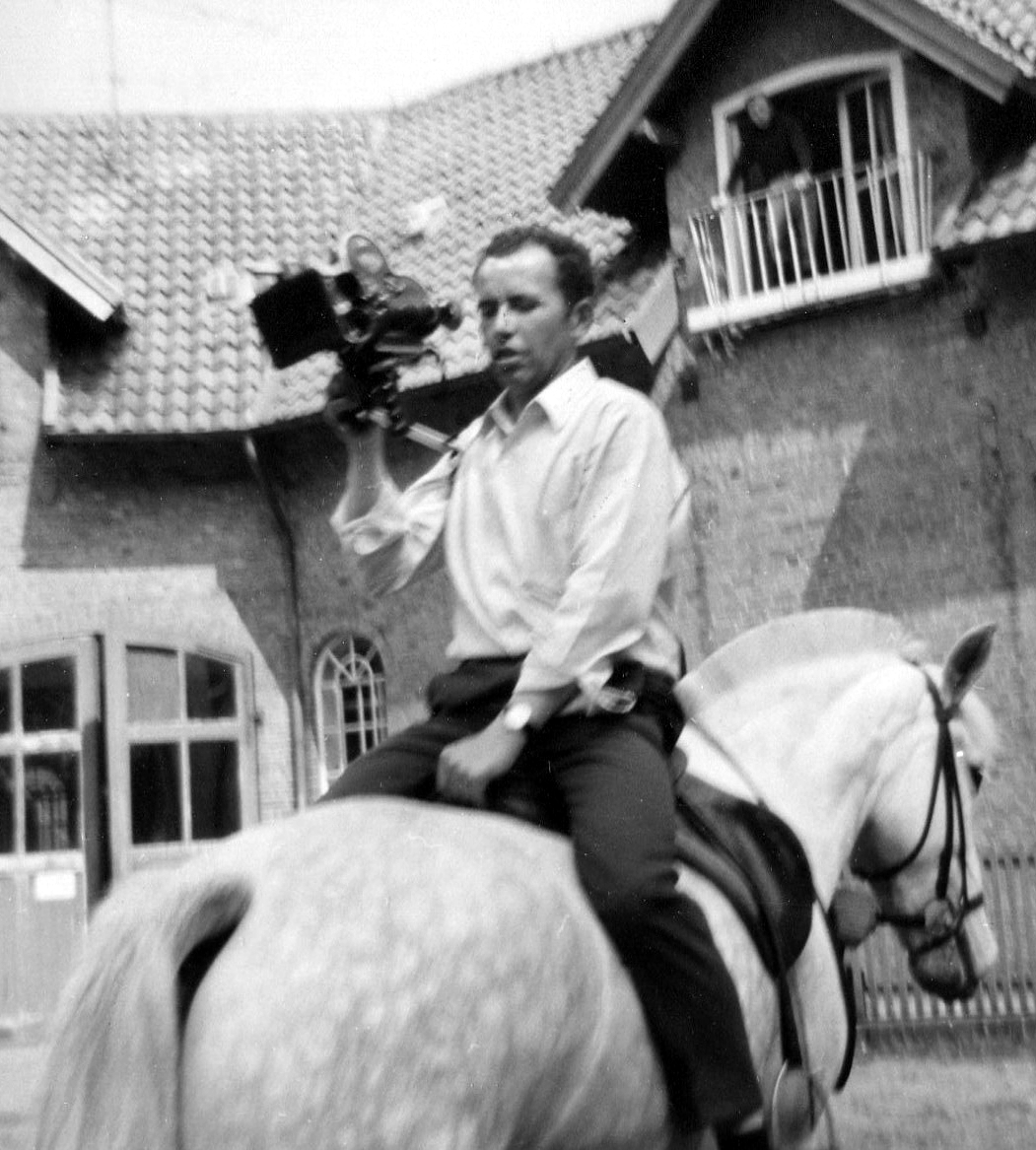
Theuerkauf bei Dreharbeiten zu Hanseatischer Frühling

Hans-Joachim Theuerkauf (* 1934) ist ein deutscher Kameramann. Als 1. Kameramann arbeitete er vor allem für das NDR Fernsehen und wurde bekannt durch seine Mitarbeit an Dokumentarfilmen, Krimiserien und Spielfilmen. Zu seinen Regisseuren gehörten Alfred Weidenmann, Dietrich Haugk, Wolfgang Petersen, Dieter Wedel, Klaus Wildenhahn und Claus Peter Witt. Von 1971 bis 1973 war er für den NDR als Kameramann im Studio Washington tätig.

## Filmografie (Auswahl)
- 1962: The Counterfeit Traitor
- 1966: Schwierigkeiten beim Zeigen der Wahrheit
- 1967: Die Unverbesserlichen…und ihr Optimismus. Regie: Claus-Peter Witt
- 1967: Max Ernst – Ein Selbstporträt. Regie: Hans Reinhardt
- 1968: Heiligabend auf St. Pauli. Regie: Klaus Wildenhahn
- 1969: Und alle sagen Mau–Mau–Siedlung
- 1969: Der Architekt
- 1972: Einmal im Leben – Geschichte eines Eigenheims (Folge 1 – 3)
- 1973: Hanseatischer Frühling. Regie: Jürgen Möller
- 1975: PS – Geschichten ums Auto (4 Folgen). Regie: Claus-Peter Witt
  - PS – Geschichten ums Auto: Das Urteil
  - PS – Geschichten ums Auto: Restalkohol
  - PS – Geschichten ums Auto: Kleingedrucktes
  - PS – Geschichten ums Auto: Der neue Wagen
- 1977–1982 Sonderdezernat K1
  - Sonderdezernat K1: Das masurische Handtuch
  - Sonderdezernat K1: Die Spur am Fluss. Regie: Alfred Weidenmann
  - Sonderdezernat K1: Die Rache eines V-Mannes. Regie: Alfred Weidenmann
  - Sonderdezernat K1: Der Regen bringt es an den Tag
  - Sonderdezernat K1: Tod eines Schrankenwärters
- 1975: Tatort: Kurzschluß. Regie: Wolfgang Petersen
- 1984: Tod eines Schaustellers. Regie: Dietrich Haugk
- 1988: Die Männer vom K3: Schützenfest. Regie: Dietrich Haugk